# 陸奥新報
陸奥新報（むつしんぽう）は、陸奥新報社が発行している、青森県弘前地区を主な対象地域とした日刊新聞である。1946年に創刊。発行部数は約5万部。

## 概要
朝刊単独で、全国のニュースは時事通信の配信を受けている。青森県西部（津軽地方）のエリア紙で、県紙である東奥日報と競合しつつも地盤である弘前市内では広く読まれており、あわせて同市に隣接する五所川原市、黒石市、平川市、旧南津軽郡の青森市浪岡地区などにおいても一定の発行部数を確保している。
一面の裏に位置する二、三面が社会面となる、どちらかと言えば珍しい紙面構成となっている。逆に最終面（テレビ欄）のすぐ裏にローカルニュースが掲載される。名物コラム「津軽ごだく帳」は、津軽弁をうまく使った味わい深い文章で根強い人気がある。
青森県内でも南部地方（八戸市など）の話題はあまり取り上げられないが、政治や事件などの社会的話題に関しては掲載する場合がある。社説等の論調は、時に自民党への批判色が強まるかと思えば保守的論調をうかがわせる場合もあり、論説担当者によってイデオロギー傾向の差もそれなりにあるようだが、津軽地方の話題を努めて取り上げようとする姿勢は一貫している。津軽地方のコミュニティFM局でのローカル番組内のニュースで、ニュースソースとして本紙の記事が引用される事がある。
1971年の創刊25周年記念事業で、世界的巨匠として知られる青森県出身の棟方志功による扇ねぷた（通称「志功ねぷた」）を運行した。志功は本社でねぷた絵を描き、実際の運行にも参加。陸奥新報社などが主催する、県下小・中学生版画コンクールの審査委員長も務めた。
2002年の紙面刷新では創刊から用いてきた縦題字をブルーの横題字とし、併せて紙名の字体を旧文字から現代文字に変更した。横題字を用いるのは青森県内の主要3紙では初めての試みである。

## 本社・支社・支局
- 本社:弘前市下白銀町2-1
- 青森支社
- 五所川原支社
- 黒石支社
- 鯵ヶ沢支局
- 東京支社

## テレビ・ラジオ面

### 朝刊の最終面
- RAB青森放送（日本テレビ系）
- ATV青森テレビ（TBS系）
  - 以上の2局は、弘前市内のお天気カメラを当本社ビルの屋上に設置している。ATVは1992年4月17日[1]から、RABは2016年9月末から、それぞれ運用開始。
- ABA青森朝日放送（テレビ朝日系）
- NHK総合テレビ
- NHK教育テレビ
- NHK BS
- BSP4K

### 朝刊の中面
左側にはBSデジタルテレビの番組表が掲載。
- BS日テレ
- BS朝日
- BS-TBS
- BSテレ東
- BSフジ
- WOWOWプライム
- スター・チャンネル1

右側にはラジオ局の番組表が掲載。
- NHK-FM
- AFBエフエム青森
- NHKラジオ第1放送
- NHKラジオ第2放送
- RAB青森放送
  - ラジオNIKKEI（旧ラジオたんぱ）

### 備考
- 1960年代頃までは北海道放送（HBCテレビ）の番組表が、1989年10月1日から1991年9月22日までは全在札民放テレビ局の番組表が、それぞれ記載されていた[注 3]。
- ラジオ欄についても、1989年10月1日から1991年9月22日まで、在京ラジオ局（TBSラジオ・ニッポン放送・文化放送）の全日番組表[注 4]が掲載されていた。1991年9月23日からは、先述の在京AMラジオ3局に代わり、ラジオたんぱの番組表が掲載された。
- 2023年8月1日より、新しいホームページアドレスに更新された。同時にHPの仕様も変更をされている。